# KOSDAQ
KOSDAQ (en hangul, 코스닥; romanización revisada, Koseudak; McCune-Reischauer, K'osŭdak), acrónimo de Korean Securities Dealers Automated Quotations, es un mercado de valores de la bolsa de Corea del Sur que fue fundado en 1996. Surgió como una iniciativa de la Asociación de Inversiones Financieras de Corea, con el propósito inicial de establecer un mercado independiente de la bolsa de valores de Corea. Se le comparó con su contraparte estadounidense, NASDAQ. Al igual que NASDAQ, KOSDAQ es un mercado de valores electrónico. Las operaciones en este mercado se realizan en línea y está operativo desde las 09:00 a. m. hasta las 03:30 p. m. (KST).
En la actualidad, KOSDAQ opera como la División de Mercado para Empresas Medianas y Pequeñas (SME) dentro de KRX. Desde mayo de 2021, alrededor de 1500 empresas están listadas en KOSDAQ.

## Historia
En julio de 1986, el gobierno de Corea del Sur aprobó la «Ley de Organización del Mercado para la Vitalización de los Activos Negociados en Bolsa para Pequeñas Empresas». Esta legislación fue promulgada con el propósito de ofrecer a las empresas pequeñas e intermedias una vía para obtener capital a través de la cotización de acciones en bolsa, al mismo tiempo que brindaba a los inversores nuevas oportunidades de inversión.
En mayo de 1996, se fundó la bolsa de valores KOSDAQ con el objetivo de revitalizar, modernizar y llevar a cabo la completa informatización del mercado